# Monrovia
Monrovia je glavni grad države Liberije.
Osnovan je 1822. kao prvo naselje za oslobođene američke crnce. Dobio je ime po američkom predsjedniku Monrou. U okolici su ležišta željezne rude i plantaže kaučukovca.